# 小行星3765
小行星3765（3765 Texereau）是一颗围绕太阳公转的小行星。1982年9月16日，富田弘一郎在科索尔发现了此天体。
这颗小行星的绝对星等为180.0719937338699等。